# Нарликар, Анант
Анант Вишну Нарликар (маратхи अनन्‍त विष्णू नारळीकर; род. 31 марта 1940 года) — индийский физик, специалист по сверхпроводимости и наноструктурам, профессор, габилитированный доктор наук. Действительный член трёх основных академий Индии — Индийской академии наук (ИАН; с 1988), Национальной академии наук Индии (НАНИ, она же «Аллахабадская академия наук»; с 1990) и Индийской национальной академии наук (ИНАН; с 1993); член или иностранный член ряда других научных обществ.

## Биография и карьера
Родился в Колхапуре, Индия, 31 марта 1938 года в семье учёных из браминов кахраде. Его отец Вишну Васудев Нарликар был математиком, профессором и зав. кафедрой математики в Бенаресском индуистском университете в Варанаси; мать Сумати Нарликар — языковедом-санскритологом. Старший брат учёного — астрофизик и писатель Джайант Вишну Нарликар (также академик ИНАН, НАНИ и ИАН).
Получил высшее образование, степени бакалавра и магистра физики (1960) в Бенаресском индуистском университете в Варанаси. В течение года изучал рост и дефекты кристаллов под руководством Аджита Рама Вермы. В 1961 году уехал продолжать образование в Великобритании и в 1965 году получил степень доктора философии Кембриджского университета в области сверхпроводимости. В последующие несколько лет продолжал исследования по сверхпроводимости в постдокторантурах Ланкастерского (1965-1968) и Женевского  (1968-1969) университетов.
В 1969 году вернулся в Индию, получив позицию профессора и зав. кафедрой физики в Университете Шиваджи в Колхапуре.
Летом 1970 года женился на лингвистке (специалистке по санскриту и индийской литературена английском языке) и публицистке Аруне Бхавалкар. Дочь Ананта и Аруны, Амрита Нарликар, впоследствии сделала международную академическую карьеру в области политической экономии.
Проработав несколько лет в Университете Шиваджи, в 1972 году перешёл в Институт фундаментальных исследований Тата в Бомбее, а позднее - в Национальную физическую лабораторию в Нью-Дели, где проводил исследования и участвовал в руководстве лабораторией в течение последующих 30 лет.
В 1988 году был избран в Индийскую академию наук, а в 1990 — в Национальную академию наук Индии/Аллахабадскую академию наук.
В 1993 был удостоен степени габилитированного доктора Кембриджского университета, а также избран действительным членом главной академии страны — Индийской национальной академии наук.
В начале 2000-х ушёл в отставку с поста в Национальной физической лаборатории, однако продолжил работу и преподавание в качестве приглашённого специалиста/профессора университетов и научных центров разных стран, включая Великобританию, Германию, Израиль, КНР, Россию, Финляндию, Францию и Швейцарию. С 2013 года по настоящее время работает как приглашённый специалист в лаборатории прокладной сверхпроводимости и низкотемпературных исследований Кембриджского университета.
За свою карьеру опубликовал более 300 статей в рецензируемой научной периодике и написал или был редактором около 50 книг по сверхпроводимости.

## Научные премии
- 1963 — Tait Memorial Prize for Physics, от Кембриджского университета
- 1977 — Chatterjee Gold Medal, от Индийского совета по криогенике
- 1990 — Superconductivity Award, от Индийского материаловедческого общества
- 1994 — A.N. Khosla Gold Medal and National Award, от Университета Рурки
- 1996 — Homi Jehangir Bhabha Medal, от Индийской национальной академии наук
- 2000 — FIE Foundation Award for Science & Technology
- 2001 — Hodson Memorial Essay Prize